# Yeah Samake
Niankoro Yeah Samake (27 de febrer de 1969) és un emprenedor social i polític de Ouelessebougou, Mali. Samake és el director executiu de la Fundació Empower Mali, l'actual alcalde de Ouelessebougou i Vice President de la Lliga d'Alcaldes de Mali.

## Vida primerenca i educació
Es el vuitè dels 18 fills de Tiecourafing Samake, qui va tenir tres esposes. Niankoro Yeah Samake va néixer al petit poble de Ouelessebougou, on ell i la seva família vivien en una pobresa extrema. Malgrat les seves circumstàncies materials, el seu pare va insistir que tots els seus fills rebessin una educació.
En Yeah Samake va rebre la seva educació a l'Escola superior de Bamako i a la Universitat Brigham Young.
Gràcies al seu treball sobre el desenvolupament, Samake va arribar a ser ben conegut i respectat a Mali.

### Universitat Brigham Young
Els Winston van patrocinar Samaké per anar als Estats Units per continuar la seva formació. Va ser acceptat a la Universitat Brigham Young (BYU) el 2000. A BYU, va obtenir un màster en polítiques públiques i va ser president del Black Student Union. Durant la seva estada a BYU, Samake va conèixer la seva dona Marissa Coutinho, que estudiava sistemes d'informació a BYU. Mentre estava a BYU, Samake va realitzar una pràctica a les Nacions Unides.

### École normale supérieure (ENSUP)
Samake va cursar un batxillerat de 4 anys en ensenyament de l’anglès com a segona llengua a la universitat École normale supérieure (ENSUP) de Bamako.

## Carrera i política

### Ambaixador de la República de Mali
El 7 de maig de 2015, el president de Mali, Ibrahim Boubacar Keïta, va nomenar Samake com a segon ambaixador de la República de Mali supervisant les relacions diplomàtiques amb 10 països: Índia, Nepal, Bangladesh, Bhutan, Indonèsia, Sri Lanka, Tailàndia, Malàisia, Singapur i Brunei Darussalam. Durant el seu mandat com a ambaixador, Samake va presentar les seves credencials als caps de vuit dels països que va supervisar. Va centrar els seus esforços diplomàtics en el camp de la cultura, el cotó, l'agricultura, l'educació i l'energia solar. Durant el seu mandat, Samake també va centrar els seus esforços en l'agricultura i l'augment de la transformació del cotó i els vincles d'exportació amb diferents empreses índies. A més, Samake va treballar estretament amb universitats de l’Índia i Bangladesh per crear oportunitats de beca perquè els estudiants malians poguessin estudiar. En ser l'energia solar un tema clau, es va forjar una associació amb el programa de beques ITEC del Barefoot College i de l'Índia per portar i formar cinc dones malianes rurals en el camp de l'energia solar. El 22 de gener de 2018, Samake va anunciar que es presentaria a la presidència de Mali a les eleccions del 29 de juliol de 2018. Va deixar el seu càrrec per tornar a Mali.

### Alcalde
A causa del seu treball en desenvolupament, Samake es va fer molt conegut i respectat a Mali. El 2009, Samake explica com l’actual alcalde, que ja portava 10 anys al poder, buscava la reelecció per a un tercer mandat. En aquest moment, menys del 10% de la població de Ouélessébougou pagava els seus impostos i els funcionaris cobraven amb 6 mesos de retard. Samake es presentà al càrrec d'alcalde de Ouélessébougou sota el partit Unió per la República i la Democràcia (URD). Ouélessébougou comprèn 44 pobles. El nom de Samake figurava a la part superior d’una llista de 23 candidats a càrrecs de consell. Samake va guanyar amb el 86% dels vots. Samake es va centrar a acabar amb la corrupció i augmentar la transparència del govern com a alcalde. El 2009, Ouélessébougou ocupava el lloc 699 de 703 comunes (agrupacions de pobles tribals) a Mali per gestió i transparència governamentals. Amb dos anys del mandat de Samake com a alcalde, la ciutat ocupa ara un dels deu primers llocs del país, amb una taxa de recaptació del 68%. El mandat de Samake com a alcalde ha vist també un augment significatiu dels ingressos fiscals. Abans de la seva elecció com a alcalde, menys del 10% de la població pagava els seus impostos. A finals del 2010, la recaptació d'impostos havia augmentat fins al 68% i s'espera que arribi entre el 80-90% a finals del 2011. Samake va ser elegit vicepresident de la Lliga d'Alcaldes de Mali (704 alcaldes a tot el país)). Al desembre de 2011, Samake es va coordinar amb la Lliga de Ciutats i Pobles de l'Utah per portar diversos alcaldes de Mali a Utah perquè poguessin experimentar millors pràctiques governamentals. També va fer pressió i va obtenir més recursos del govern central per construir un nou hospital, un primer institut públic de la regió, un nou sistema de bombes d’aigua per substituir els antics pous d’aigua i un camp de panells solars, el més gran de l’Àfrica occidental. També com a alcalde, amb fons del govern Samake ha proporcionat fons per valor de 5 milions de FCFA (aproximadament 10.000 USD) per reparar i equipar les escoles existents. També ha ajudat a facilitar expedicions mèdiques i dentals de socis nord-americans.

### Fundació Empower Mali
Al febrer de 2013, Samake va crear i es va convertir en el director nacional de la Fundació Empower Mali. Empower Mali, una organització amb seu als Estats Units, se centra a treballar amb les comunitats rurals de Mali per satisfer les necessitats creixents en les àrees d'educació, salut, i aigua i energia netes. Empower Mali busca construir habilitats permanents en els seus beneficiaris i no només resoldre problemes temporals. Busquen que les comunitats beneficiàries participin tant en l'avaluació de les necessitats com en la part financera dels seus projectes. Fins ara Empower Mali ha finançat 6 escoles mitjanes addicionals, 2 allotjaments per a professors, 2 patis de jocs elèctrics, un programa de tauletes per a escoles, organitzar una cimera de governança entre Mali i Utah i patrocinar un programa extraescolar a 16 de les escoles més pobres del país. El govern estatal proporciona als nens ajuda addicional per als estudiants i professors.

### Fundació Mali Rising
Després de llicenciar-se amb un màster en Polítiques Públiques el 2004, Adrian Escalante va fundar la Daily Dose Foundation, ara coneguda com a Mali Rising Foundation i va nomenar Samake director executiu. L’objectiu de la Fundació Mali Rising és millorar les oportunitats educatives dels nens que viuen a les zones rurals de Mali. Ho fan construint escoles en pobles que no en tenen, a més de proporcionar recursos i materials per a la formació i l'aprenentatge dels professors. Mitjançant el seu treball amb la Fundació, Samake ha ajudat a construir 17 escoles a Mali durant els darrers nou anys servint a més de 2.500 estudiants d'entre 13 i 17 anys.

### Partit polític: Party Pour L'Action Civique et Patriotique (PACP)
Al 2011, Samake i els seus seguidors van formar el Partit per a l'Acció Cívica i Patriòtica (PACP) per donar suport a la seva presidència. La carta PACP posa l'accent en els valors del patriotisme, la ciutadania, la descentralització, la llibertat, la democràcia, els drets humans i el bon govern.

### Candidat a la campanya presidencial de Mali 2012
Samake va participar en una plataforma de descentralització i anticorrupció. Basat en les seves experiències com a alcalde, Samake va afirmar que la manera més eficaç de governar és inspirar la confiança i la participació dels ciutadans a nivell local.
En un esforç per lluitar contra la corrupció en el sistema electoral, Samake no va recaptar fons a Mali, on els fons polítics estan connectats a favors polítics, sinó als Estats Units i mitjançant donacions en línia.
Els malians tenien previst votar en una cursa de dues enquestes el 29 d'abril de 2012. No obstant això, les eleccions presidencials del 2012 no es realitzar a causa d'un cop d'estat militar que va enderrocar el govern de Mali.

### Candidat a la campanya presidencial de Mali 2013
Les eleccions es van reprogramar per al 28 de juliol del 2013. Samake va ser candidat a les eleccions presidencials de Mali el 2013. En la primera ronda de votacions, va classificar-se 16è de 27 candidats, rebent el 0,56% dels vots.

### Candidat a la campanya presidencial de Mali 2018
Va perdre a la primera volta de les eleccions. Durant la segona ronda, va donar el seu suport al president en funcions Ibrahim Boubacar Keïta. El president Ibrahim Boubacar Keïta va guanyar amb un 67,17% dels vots.

## Vida personal
Samake té dos fills: Keanen i Carmen. La seva dona és Marissa Coutinho-Samake (nascuda al juliol del 1983). Va assistir a BYU per obtenir el títol de batxiller en sistemes d'informació. Es van casar a l'agost del 2004.
Samake i la seva família són alguns dels pocs membres de l'Església de Jesucrist dels Sants dels Darrers Dies a Mali. Samake es va trobar amb l'església per primera vegada a través del seu treball amb el Cos de Pau i l'Aliança Ouélessébougou. Un voluntari del Cos de la Pau li va deixar un llibre en anglès sobre els mormons, que va llegir. Més tard, als Estats Units, va voler batejar-se, però inicialment va ser rebutjat per la política de l'Església de Jesucrist dels Sants dels Darrers Dies sobre el bateig de ciutadans de països islàmics. Mali és un 90% musulmana i l'església es pensava que la seva vida estaria en perill. Després de convèncer els líders de l'església que Mali és un país amb llibertat religiosa, va ser batejat el 2000 a Nova York. Informa que no té discriminació a Mali per la seva fé.